# 나사라와주

나사라와주의 위치

나사라와주(영어: Nassarawa State)는 나이지리아의 중부에 있는 주로, 주도는 라피아이다. 면적은 27,117km2이며, 인구는 2,040,097명(2005년)이다. 1996년 10월 1일 플래토주에서 분리되어 신설되었다. 북쪽으로는 카두나주, 서쪽으로는 연방 수도 지구, 남쪽으로는 코기주와 베누에주, 동쪽으로는 타라바주, 플래토주와 접한다.